# الاجباح (السدة)

تعديل مصدري - تعديل

الاجباح محلة تابعة لقرية ظبية، التابعة لعزلة الاعماس بمديرية السدة إحدى مديريات محافظة إب في الجمهورية اليمنية.، بلغ تعداد سكانها 44 حسب تعداد اليمن لعام 2004.